# Пелагий (консуляр)
Пелагий (лат. Pelagius) — римский политический деятель второй половины IV века.
Пелагий происходил из сирийского города Кирр. Он был однокашником и приятелем ритора Либания. В 357 году Пелагий посетил Италию в качестве посланника от своего города. В 382/383 году он занимал должность консуляра Сирии. Либаний хвалил его управление этой провинцией. Пелагий скончался в 393 году. Его жена скончался в 364 году. Его сыном был философ Македоний. Пелагий был язычником.